# Uperoleia fusca
Uperoleia fusca es una especie de anfibio anuro de la familia Myobatrachidae. Esta rana es endémica de la zona costera del este de Australia, entre la zona centro de Queensland y la zona centro de Nueva Gales del Sur. Habita por lo general en el sotobosque herbáceo de bosques poco densos, pero también en pastizales junto a lagos costeros. Se reproduce en primavera en charcas temporales y en charcas artificiales.

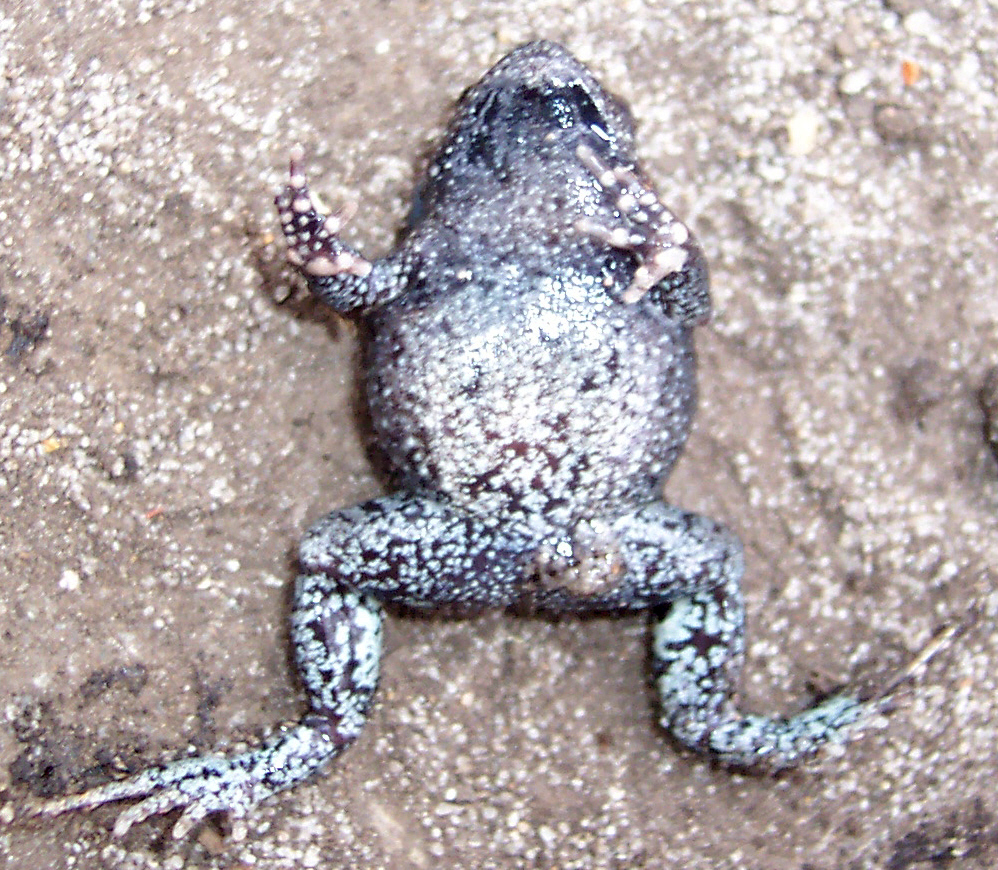
Vientre.